# 周文雍烈士纪念碑
周文雍烈士纪念碑，位于中国广东省江门市百合茅冈，为开平市文物保护单位，类型为近现代重要史迹及代表性建筑，公布时间为1983年。
1928年，周文雍、陈铁军在红花岗刑场被执行枪决。1958年，开平当地民众为纪念他在其故乡百合茅岗小学内修建烈士纪念碑。1963年广东省人民政府拨款扩建。1983年，被定为开平县重点文物保护单位。1988年4月28日，批准为广东省重点烈士纪念建筑物保护单位。1988年，在海外华侨捐助下，在其原址附近建造烈士陵园。